# Kiss Róbert (filmrendező)
Kiss Róbert (Karancsság, 1953 – Budapest, 2019) dokumentumfilm-rendező, operatőr.

## Életrajz
1953 március 31-én született a Nógrád megyei Karancsságon. Tanulmányait Salgótarján után, Szegeden, majd Budapesten végezte. Diplomákat matematika, fizika, filozófia, esztétika, operatőr és rendező szakokon szerzett.

### Tanulmányok:
- 1984-1986 Színház-és Filmművészeti Egyetem rövidfilm rendező-operatőr szak
- 1981-1983 JATE esztétika-filozófia szak
- 1975-1978 JGYTF matematika-fizika szak és oktatástechnológia képesítés
- 1972-1975 JATE matematikus szak
- 1966-1971 Bolyai János Gimnázium Salgótarján

### Munkahelyek:
- 1977-1986 MTV Szegedi Stúdió
- 1987-1991 MAFILM II-es telep
- 1991-2019 Egyéni vállalkozó
- 1991-2019 Fórum Film Alapítvány dramaturg
- 2000-2003 Zrínyi Kommunikációs Központ
- 1990-2001 Színház és Filmművészeti Főiskola rendező tanársegéd
- 1993-2004 Színház és Filmművészeti Főiskola operatőr tanársegéd

### TV műsorok:
- Dél-Alföldi Krónika
- Nasa Obrazovka
- Sógorok
- Ablak
- Soroló 2008-tól

Felesége Kasovitz Mária. Három gyerek édesapja, tíz unoka nagyapja.

## Filmográfia

### Rendezések
| 1983 | Szegedi Ifjúsági napok                                        | 30' Rendező-operatőr: Kiss Róbert |
| 1983 | Tegula                                                        | 30' Rendező-operatőr: Kiss Róbert, MTV Nívó-díj |
| 1985 | Sirálysokk                                                    | 10' Rendező-operatőr: Kiss Róbert, vizsgafilm |
| 1986 | Szénfekete-mészfehér                                          | Rendező-operatőr: Kiss Róbert, diplomafilm, Karlovy Vary díjSzlovák szén- és mészégetők munkája, hiedelemvilága a Bükkben. |
| 1987 | Egyházpolitika                                                | 80' dokumentumfilm |
| 1988 | Drótosok                                                      | 40' dokumentumfilmA felföldi híres drótostótoktól a zempléni foltozókig napjainkban. |
| 1991 | Kesztölci krónika I–III.                                      | 118' dokumentumfilm sorozat, rendező-operatőr: Kiss Róbert, MOVI Fórum Filmstúdió, MTV Szeged.A kétórás dokumentumfillmben pilisi szlovák szülőfalum, Kesztölc mozgalmas és tragikus történetét dolgoztuk fel a második világháború végnapjaitól az ’56-os forradalom leveréséig. „A hadifogság” című epizód az orosz lágerekbe hurcolt 385 kesztölci férfinak állított emléket, akiknek évek múltán alig kétharmadavtérhetett vissza. „Az összeesküvés” az 1952-ben letartóztatott, szervezkedő bányászok sorsát idézte fel. Vezetőiket, a budapestivErdélyi Józsefet és a kesztölci Farsang Andrást kivégezték, Marek Lajos pedig a távollétében kimondott halálos ítéletével avforradalomig bujkált a faluban. Krónikánk 3. részének címe „A köztársaság” – szomorú történelmi fintor. A falut a környéken mindmáig „kesztölci köztársaság”-ként emlegetik. Az országban talán itt élt legtovább fegyverben a nemzetőrség… A kesztölci forradalom egy robbanással kezdődött. Simonek Lukács és bátyja dobott dinamitot a csúcsvezetőségi párttitkár (a község és a téesz pártszervezetének vezetője), Kara Imre házára, aki előzőleg Pestre menekült. Másnap, 1956. október 24-én nagy tömeg vonult végig a falun, a rendőrségtől fegyvereket vettek el, összetörték a beszolgáltatási rendszer szégyentábláját, sajnos, könyveket is égettek. Október 28-án nemzeti bizottságot és nemzetőrséget választottak, ez utóbbinak a vezetője Fekete Mihály, helyettese Simonek Lukács lett. A községi párttitkár, Kara Ferenc ekkor már napok óta bujkált szénakazlakban,vcsőszkunyhókban, végül november 3-án este a hideg és a fáradtság hazakényszerítette. Nem volt szerencséje…https://epa.oszk.hu/01200/01259/00086/pdf/EPA01259_baratsag_2016_05_8732-8736.pdf |
| 1992 | Hontalanul                                                    | 75' történelmi dokumentumfilm Rendező, operatőr: Kiss Róbert, Forgatókönyv: Kiss Róbert, Fuzik János, Vágó, hang: Tanács Antal, Főszereplők (nyilatkozók): dr. Vígh Károly, Hollósy Éva, Kassovitzné Hollósy Mária, Szabó Andor, Mihályi Molnár László, dr. Balogh Sándor, Viczén István Fórum Film – MTV Szegedi Stúdió a Történelmi Dokumentumfilmek Kuratóriuma támogatásával, gyártásvezető: Pákozdy Margit, Czák Ferenc, producer: Fehéri Tamás, Bán János Video, színes, 75 perc. Első forgatási nap: 1992. okt. 29. Utolsó forgatási nap: 1993.jan. 21. A szlovákiai magyarság jogfosztottsága 1945-1948 (HOMELESS)A II. világháború végnapjaiban a bevonuló szovjet csapatok Kelet-Szlovákiából magyar férfiak tízezreit hurcolták munkatáborba. A demokratikusnak nevezett csehszlovák kormány azonban még könyörtelenebbül sújtott le az egész szlovákiai magyarságra. Négy év alatt 200 ezer magyar kényszerült hosszabb-rövidebb időre elhagyni szülőföldjét. Az ártatlanul meghurcoltak a mai napig sem kaptak jogi és erkölcsi elégtételt. Sztálin állítólag a II. világháború végén azt mondta irónikusan egy tárgyalópartnerének: "A magyar kérdés, vagonkérdés." És valóban magyarok tízezreit rakták vagonokba és szállították őket Magyarországra vagy cseh területekre, sokukat megsemmisítették. A kassai program, amelyet Benes és más csehszlovák politikusok hajottak végre, a felvidéki magyarság kollektív jogfosztása. A sváboktól Vaclav Havel már elnézést kért, a svábok ellen elkövetett jogfosztásért, de a magyaroktól még senki nem kért elnézést. Filmévkönyv 1994 |
| 1992 | Vízválasztók                                                  | A Bős-Nagymaros projekt két országból, négy szemszögből a Duna elterelésének idején |
| 1992 | Magyar színek I.-II                                           | |
| 1993 | A hontalanság krónikása                                       | 49' dokumentumfilmPortréfilm a csehszlovákiai magyarság háború utáni jogfosztottságát dokumentáló Janics Kálmánról. Rendező-operatőr: Kiss Róbert |
| 1994 | A számontartó – Ilia Mihály irodalomtörténész                 | 30' |
| 1994 | Esélyek                                                       | 20' |
| 1995 | Holdudvar                                                     | 30' |
| 1995 | Jó szlovákok, zsidó atyafiak                                  | 30' dokumentumballada |
| 1995 | Önkezével                                                     | 50' |
| 1996 | Emlék élőnek, holtnak – Veszprém '56                          | 83' dokumentumfilm, rendező-operatőr: Kiss Róbert, Fórum Film Alapítvány Memory to the Living and the Dead, 27. Magyar FilmszemleVeszprém megye 1956-os eseményei. Az élő: Szűcs István, a holt: Dr. Brusznyai Árpád, középiskolai tanár, a forradalom kivégzett mártírja, akit méltóképpen, özvegye Honti Ilonka néni képviselt, aztán persze megszólalt a többi résztvevő is. Tudva levő, hogy Dr. Brusznyai Árpád halálos ítélete Pap Jánosnak, az MSZMP Veszprém megyei nagyhatalmú titkárának személyes döntése volt. A sors fintora, hogy a dokumentumfilm azokkal a képkockákkal fejeződik be, miszerint a MTV híradója bejelenti, a mai napon Pap János saját otthonában, saját lőfegyverével öngyilkosságot követett el.http://amandala.hupont.hu/47/dr-szucs-istvan-emlekere Pap János (politikus, 1925–1994) Brusznyai Árpád |
| 1996 | Munka után... Munka előtt...                                  | 24' dokumentumfilm |
| 1996 | Vállamon a bárányos éggel – Ezüst György festőművész portréja | |
| 1998 | A párna – Vankús                                              | 25' portréfilmA Jadviga párnája az utóbbi évtized legsikeresebb magyar regénye. Pedig a napló formában írt alkotás kétnyelvű, a magyarországi szlovákság elmúlt száz esztendejének krónikája. Az író, Závada Pál, tótkomlósi születésű, szlovák származású. A portréban irodalomtörténészek, írók, olvasók, barátok vallanak az íróról, irodalomról, egy könyvről, melyben, érdekes módon, mindnyájan magunkra ismerhetünk egy kicsit. |
| 1999 | Morzsalét                                                     | 9' filmetűd, rendező: Kiss Róbert, operatőr: Kiss Róbert, zene: Binder Károly, producer: Kulcsár Györgyi, gyártásvezető: Majoros JózsefLírai etűd az izolációról egy metropoliszban, a millennium küszöbén. |
| 2000 | MTA Keleti gyűjtemény                                         | 17' |
| 2000 | Mindig több… (Brusznyai Árpád emlékére)                       | 52' |
| 2004 | Hős vagy áruló                                                | 51' dokumentumfilm, rendezte: Kiss Róbert1990. január 19-én Végvári József őrnagy a Graffiti Moziban tartott sajtótájékoztatón, majd este a TV élő adásában számolt be a titkos dokumentumok nyilvánosságra hozásának okairól és körülményeiről. 2004-ben Végvári József nyugdíjas őrnagy elmesélte az eset történetét és a történet szereplői nyilatkoztak. |
| 2005 | Két fillér – hét krajcár                                      | 44' dokumentumfilm, rendező-operatőr: Kiss RóbertVolt egyszer egy asszony Kiskunhalason (szociális munkás, országgyűlési képviselő 1985-1990), aki elhatározta, hogy szegényeknek, – három- és többgyermekeseknek – első, önálló lakást épít. Tíz magyar és tíz roma családnak felépült a kertes háza. 1996-óta „házal modelljével”, és mindenki elismeri: miniszter, államtitkár, polgármester. A módszer ennek ellenére nem került be egyetlen kormány programjába sem.https://magyar.film.hu/filmhu/magazin/ket-filler-het-krajcar-filmnevjegy-szemle-37 https://www.youtube.com/watch?v=U4-xxwNuthg |
| 2005 | Szegedi lézeresek                                             | 50' dokumentumfilm, rendezte: Kiss RóbertA kutatás fejlődése az első lépéseket megörökítő 1984-es filmriportunk óta. Rendező-operatőr: Kiss Róbert |
| 2006 | Tanya... gyerek... esély. Európa                              | |
| 2007 | Mamahotel                                                     | 45' dokumentumfilm, Kiss Róbert – rendező-operatőr, Viktorin Kornél – producer, Enzsöl Ilona – produkciós koordinátor György István – stúdióvezető, Pénzes Attila – technikus, Binder Károly – zeneszerző, Tahi Ábel – zenész, György István – dramaturg, Szalay Béla – gyártásvezető, Schwarczenberger Ferenc – vágó-rendezőasszisztens. Közreműködtek: Dr. Popper Péter – pszichológus, Dr. Bauer Béla – szociológus Készült 2006-2007-ben, a Magyar Mozgókép Közalapítvány, az Oktatási és Kultúrális Minisztérium, a Nemzeti Kultúrális Alapprogram és a Filmjus Alapítvány támogatásával a F.O.K. Kht, közreműködésével. A Ratkó-korszakban évente kb. 220 ezer gyerek született. Az ő hetvenes években született gyerekeik száma évente 150-180 ezer volt. A Ratkó-unokák, dédunokák száma nem éri el az évi 100 ezret. Miért maradnak a fiatal értelmiségi fiúk a "mamahotelben", azaz miért nem költöznek el otthonról? A meghosszabbított gyerekkor szabadság-e? A pszichológus és a szociológus érvelését chatelők és az érintettek illusztrálják. |
| 2008 | KÉM(ek)-ELHÁRÍTÓ(k)                                           | 52' dokumentumfilm, rendezte: Kiss RóbertA XXI. században elmaradt a harmadik világháború. Vajon mit tettek ezért a kém(ek)–elhárító(k)? |
| 2008 | Sirály-sziget                                                 | 26' játékfilm, rendezte: Kiss Róbert |

### Operatőr
| 1986 | Alapíttatott 1896.                                      | 30' Miskolci-díj, Lipcsei-díj |
| 1989 | Románnak lenni                                          | 50' |
| 1992 | Erdély harangjai                                        | 31' ismeretterjesztő, rendezte: Böjte JózsefAz erdélyi templomokban történelmünk jelentős eseményei játszódtak le. Ezeket veszi sorra és eleveníti fel Beke György író. |
| 1992 | James Randy                                             | 70' |
| 1993 | Októberi nyár, nálunk                                   | |
| 1994 | A halottak a jó emberek...                              | 55' dokumentumfilm, rendezte: Fuzik János, operatőr-dramaturg: Kiss Róbert, Fórum Film Alapítvány."A halottak a jó emberek..." – vallja dr. Tamáska Lóránd törvényszéki orvosszakértő, akit hajdan a bonckés Paganinijének neveztek. A halottak sohasem rémítették, sokkal inkább az élők gaztettei. Megdöbbentő visszaemlékezései nyomán megelevenednek az elmúlt fél évszázad történelmének legsötétebb lapjai. Tamáska doktor 1960-ban Nyugatra távozott. A németországi Aachen városában beszélgettünk vele 1993 Októberében, s nem egészen fél évvel később ő maga is a jók birodalmába költözött... |
| 1994 | A tisztelendő                                           | 30'A felvidéki Felbár község plébánosa, Mészáros Gyula együtt raboskodott Pozsonyban gróf Esterházy Jánossal. |
| 1995 | A pásztortanító                                         | rendezte: Fuzik JánosTanári diplomáját dobta sutba a sámsonházi Bukran Pál az atyai tehenészetért. |
| 1996 | A kollégium végnapjai                                   | 62' dokumentumfilm, rendezte: Papp Gábor Zsigmond, Unio Civilis BtA film az Eötvös Kollégium 1945-50 közötti időszakát, a nagyhírű intézmény elsorvasztását és bezárását mutatja be. Tisztelgés Keresztury Dezső, a kollégium tanári kara, valamint az előtt a szellemiség előtt, amely csak a racionalitás és az esztétikum értékeiért tudott lelkesedni, a politikai ideológiákért nem. |
| 1996 | Grófi szérűn...?                                        | 53' dokumentumfilm, rendezte: Antala Zsuzsa, Nagy István |
| 1996 | Hívó szóra I-II.                                        | 2x30' dokumentumfilm, rendezte: Fuzik János, Szlovák Filmszemle-díjA csehszlovák-magyar lakosságcsere során áttelepült hazai szlovákság megpróbáltatásairól. |
| 1996 | Keresztút                                               | dokumentumfilm, rendezte: Fuzik JánosA háború utáni ún. gyömrői gyilkosságok áldozataként eltűnt péteri ev. lelkész, Csaba Gyula emlékére |
| 1997 | Krassó György portré                                    | 30' dokumentumfilm, rendezte: Xantus János rendhagyó portréja pontosan illik Krassó György rendhagyó alakjához. A mindig kicsit illedelmes, mindig kicsit unalmas politikus portrék helyett egy öntörvényű személyiségről egy üdítően szabad filmet láthatunk, mindössze fél órában.. |
| 1997 | Lefordított címer                                       | 50' dokumentumfilm, rendezte: Fuzik JánosAmikor egy nemesi család fiú örökös nélkül maradt, utolsó férfitagjának temetésén címerét lefelé fordították, jelezvén, hogy vele az egész família kihalt. Pest vármegye egyik legrégibb, leggazdagabb családja, a leszármazásukat 1429-ig visszavezető Földváryak címere is erre a sorsra jutott. A három utolsó Földváry halála 20. századi történelmünk három döntő fontosságú eseményéhez kapcsolódott: az I. és a II. világháborúban, illetve 1956-ban vesztették életüket. A haladó hagyományokat mindig ébren tartó, a történelem viharaitól sokat szenvedett családról az utolsó túlélő, Földváry-Boér Mária beszél. |
| 1997 | Történelmi perújítás…                                   | Szakemberek is vitatják, hogy szörny vagy áldozat volt-e a hírhedt csejtei úrnő, Báthori Erzsébet |
| 1998 | Kő volt a kenyerünk                                     | 54' dokumentumfilm, rendezte: Fuzik János"A szlovákok lakta faluban, Pilisszántón évszázadok óta foglalkoznak kőbányászattal. A pilisi hegység egyik kőbányája még Budapestről is jól látszik. A falu polgármestere, Szőnyi József maga is e mesterséget űzte. Szőnyi úr együtt szenvedett, együtt izzadt a falubéli mészégetőkkel, ezért ő egyszerűen csak ""a polgi"" nekik. ""Sajnálom, hogy vége, mert olyan férfias munka volt. A turisták csak tátották a szájukat..."" ...és tátjuk mi is Fuzik János filmje láttán. A kő volt a kenyerünk című alkotásban archív felvételeken láthatjuk egy régi mesterség képeit, az utolsó működőképes mészégetőben." |
| 1998 | Volt egyszer egy polgárság                              | 25' dokumentumfilm, rendezte: Méry ZsuzsaA századforduló polgársága nemcsak a saját örömére gyűjtötte össze a művészet szinte minden ágából azokat a remekeket, melyek ma is gyönyörködtetik a szemet. Jóllehet Ráth György özvegye a páratlan műgyűjteményt férje szándéka szerint a köznek adományozta, a gyűjtemény anyagát, csak ebben a filmben láthatjuk így együtt, mert az évek során úgy alakult, hogy különböző helyeken őrzik. Használjuk ki a páratlan alkalmat, hogy e filmet megtekintve közelebb kerülhetünk a korhoz, ahhoz a világhoz, melyben ezek a műalkotások jó ízléssel kiválasztásra kerültek... |
| 1998 | A Feszty-ek, avagy a honfoglaló martosiak               | 56' rendező: Antala Zsuzsanna, Nagy István, operatőr: Kiss Róbert, Fórum Film |
| 1999 | A magyarok nyilaitól...                                 | 48' dokumentumfilm, rendezte: Fuzik JánosNapjainkban szinte reneszanszát éli az ősmagyarkori kultúra: ötvösök, kézművesek tucatjai készítik a sírokból előkerült ékszerek, tárgyak másolatait, íjászműhelyek ontják a mongol, hun, magyar típusú reflexíjakat. Megszületett egy új sportág, a lovasíjászat, amely a honfoglalás zseniális harcmodorát őrzi, s már határainkon túl is hódít. |
| 1999 | A pozsonyi tizenhármak                                  | rendezte: Fuzik JánosHaynau táborszernagy első vérgőzös ámokfutásának magyar, német, szlovák és olasz áldozatairól |
| 1999 | A tudósító                                              | 45' dokumentumfilm, rendezte: Méry Zsuzsa, TandS Bt.Szentpétery Tibor életét meghatározta a fényképezés szeretete. Fiatal korában a természet megörökítésével kezdte, majd haditudósító lett, a háború után pedig családi fényképekkel kereste kenyerét. Több mint harmincezer felvétele századunk sajátos tükörképe... |
| 1999 | Kézirattár és Régikönyvek gyűjteménye                   | 17' rendezte: Méry ZsuzsaA Magyar Tudományos Akadémia Könyvtára számos csodálatos kincset rejt. Ezek egy részével bárki megismerkedhet, aki csak beiratkozik, de sokhoz nem férhet hozzá földi halandó. Az MTA könyvtárának két különgyűjteményéről van szó. Az egyik a Kéziratok és a Régikönyvek Tára, a másik a Keleti Gyűjtemény. A Szózat eredeti kézirata és Stein Aurél művei, Kőrösi Csoma szótára és Gutenberg első bibliájának lapjai. Filmjeinkben ezekkel és számos más értékes érdekességgel ismertetjük meg nézőinket. |
| 1999 | Rettegés az örökségünk                                  | 52' dokumentumfilm, rendezte: Sághy GyulaA dokumentumfilm hat személy életútját dolgozza fel, akik az ötvenes évek ideológiájának lettek az áldozatai. Két túlélő ÁVO-s kiskatonától, egy szalézi lelkész testvérétől, egy felakasztott ÁVO-s kiskatona mártír menyasszonyától és egy tervezőmérnöktől tudhatjuk meg, hogyan élték át ezeket a szörnyűséges éveket. |
| 2000 | A XIII. parancsolat                                     | 44'A szóbeszéd szerint magyar vadászpilóták is harcoltak a vietnami háborúban… |
| 2000 | Az Egyházügyi Hivatal titkai                            | 52' dokumentumfilm, rendezte: Sághy Gyula"Az Állami Egyházügyi Hivatal (ÁEH) a püspöki kar és az egyház működésének politikai kontrollját gyakorolta a szocialista rendszerben. Idős papok mesélik el saját élményeiket a hivatal működéséről, eszközeiről. Megtudhatjuk, kik voltak a békepapok, hogyan alapították a hivatalos, „vonalas” egyházi lapokat, ki volt a „bajszos püspök”. 1989-ben, amikor megszűnt az ÁEH, egy minden törvényi alapot nélkülöző intézmény története ért véget." |
| 2000 | Emberek és egerek                                       | 30' |
| 2000 | Bejárónők                                               | 52'A pilisszentkereszti szlovák asszonyok már több emberöltő óta járnak takarítani a pesti úri családokhoz. |
| 2000 | Sógorok                                                 | 30' ismeretterjesztő filmsorozat, rendezte: Kővári TamásOsztrák tartományokat bemutató sorozat. |
| 2001 | Katonák a gátakon                                       | 23' Bracciano katonai filmfesztivál első díj |
| 2001 | Apáink pere                                             | 56' dokumentumfilm, rendező: Zombori Katalin, forgatókönyvíró: Kőháti Zsolt, producer: Fehéri Tamás, operatőr: Kiss Róbert, vágó: Szabó Éva, Fórum Film Alapítvány"1956 ősze Miskolcon is váratlan feladatok elé állította a munkásokat, egyetemistákat, katonákat, politikusokat. Egy-két évvel később aztán belőlük lettek tanúk és vádlottak egy személyben. Apám, Zombori Sándor, Észak-Magyarország honi légvédelmének és Miskolc helyőrségének parancsnoka azt mondta: vannak helyzetek az életben, amikor minden tett önmagában hordja jutalmát vagy büntetését. Az, hogy ezért utóbb kitüntetnek vagy felakasztanak, az már a következő, győztes politikai kurzus felelőssége. Száznál több ember vállalta, hogy akasztófával fenyegetett apám mellett tanúskodjék. Nekik köszönhető a példátlanul enyhe ítélet. Apám nem a börtönbüntetésbe roppant bele. Öngyilkos negyed- századdal később lett, amikor az egészsége és házassága egyaránt megrendült. Sorstársainak ezt nem kell megmagyaráznom" Zombori Katalin |
| 2001 | Fedőneve:”Zala”                                         | 56' dokumentumfilm, rendezte: Fuzik JánosDél-Szlovákia 1968-as megszállása egy magyarországi szlovák közkatona emlékezetében |
| 2001 | Keleti Gyűjtemény                                       | 19' rendezte: Méry ZsuzsaA Magyar Tudományos Akadémia Könyvtára számos csodálatos kincset rejt. Ezek egy részével bárki megismerkedhet, aki csak beiratkozik, de sokhoz nem férhet hozzá földi halandó. Az MTA könyvtárának két különgyűjteményéről van szó. Az egyik a Kéziratok és a Régikönyvek Tára, a másik a Keleti Gyűjtemény. A Szózat eredeti kézirata és Stein Aurél művei, Kőrösi Csoma szótára és Gutenberg első bibliájának lapjai. Filmjeinkben ezekkel és számos más értékes érdekességgel ismertetjük meg nézőinket. |
| 2002 | A pocsolya                                              | 17' Csizmazia György díj 2004 |
| 2002 | Pálosok                                                 | 57'A kesztölci Klastrompusztán alapított, egyetlen magyarországi gyökerű férfi szerzetesrend határokon átnyúló története. |
| 2003 | Száz szál                                               | 54' |
| 2003 | Százévesen                                              | 43' rendezte: Fuzik JánosA film készülésének évében töltötte be századik évét Hrabovszki János, aki kora ellenére szellemileg és fizikailag irigylésreméltóan friss. Az ő világlátását, kis és nagy problémáit, "kínjait" ismerhetjük meg a filmből, élvezve közben egy százáves ember vidám történeteit... |
| 2003 | Vendégségben a természetben                             | 26' rendezte: Kocsis Tibor |
| 2003 | Ötvenhat mártír                                         | 54' rendezte: Siklósi Szilveszter, Fórum Film Alapítvány |
| 2004 | Jelentsen, Lénárt!                                      | Portréfilm a besúgásra kényszerített Lehoczki Pál tótkomlósi gazdáról, akinek naplója Závada Pál írót is megihlette. |
| 2005 | A sámsoni röplapozók                                    | rendezte: Fuzik JánosA forradalom előtt évekig vezették orránál fogva a hazai felderítést a békéssámsoni ifjúmunkás röplapozók. |
| 2006 | A Marek fiúk                                            | 51' dokumentumfilm, rendezte: Fuzik JánosMarek Viktor történészhallgató a diplomamunkáját szülőfaluja közelmúltjának történetéből írta. A falu Kesztölc, szlovákok lakta egykori bányászközség Esztergom szomszédságában. Talán sokan emlékeznek még a "kesztölci tapétára" a nagy lakótelepi építkezések időszakából, de egyre kevesebben idézik fel a kesztölciek közül is az 1945-56 közötti éveket. És ez hosszú ideje bántja Marek Viktort. Hiszen három nagybátyját érintette a "málenkij robot", amikor a II. világháború végén az oroszok közel 400 férfit hajtottak el a faluból, s a felük nem tért vissza. Aztán az 50-es évek elején bányász-összeesküvést kreáltak ellenük, kettejüket kivégezték, a többiek 170 év börtönbüntetést kaptak. Marek Lajos – Viktor nagybátyja – csak úgy úszta meg a kötelet, hogy négy éven át bujkált ólakban, padlásokon. Az 1956-os forradalmi eseményekben, amikor az állítólagos Kesztölci Köztársaságot kikiáltották, már nem vett részt. Öccse, Marek Sándor a nemzetőrség parancsnok-helyettese volt, aztán Svédországba disszidált. Kesztölc ekkor is három emberélettel, és sok börtönévvel fizetett. Marek Viktor a megnyíló levéltárakban új adatok és összefüggések egész sorára bukkant. Nagybátyjainak generációjával ellentétben őt már nem a megbocsátás dilemmája aggasztja, hanem kortársainak érdektelensége. Ezért kutat, ezért érvel, ezért állt kamerák elé. |
| 2007 | Nagyvárosi mesék – Darvas Ferenc zeneszerző, zongorista | rendezte: Pataki Éva"Épp tegnap láttam. A szokásos szerelés volt rajta: fehér ing, fekete nadrág, tornacipő. Januárban is egy fehér ingben szaladgál, és minden hangszeren játszik. Itt egy fénykép, hogy elhiggyétek." Ismeretlen fórumozó az Internetről.Itt egy film, hogy elhiggyétek. |

### Közreműködött
| 1987 | Egyházpolitika                      |
| 1993 | Közös múlt, közös jövő              |
| 1996 | Volt egyszer egy kollégium (x), 56' |

## Kapcsolódó anyagok/Források
- Fuzik János
- Dr Antala Zsuzsanna
- Kiss Róbert
- Tekercsváltás? Magyar dokumentumfilm a rendszerváltás korában – Kapás Zsolt Zsombor[1]